# II. Alfonz nápolyi király
II. Alfonz (Nápoly, 1448. november 4. – Messina, 1495. november 19./december 18.), olaszul: Alfonso II, szicíliai (nápolyi) király. Aragóniai Beatrix magyar királyné bátyja és I. Mátyás, valamint II. Ulászló magyar királyok sógora. A Trastámara-ház nápolyi ágának a tagja.

## Élete
I. Ferdinánd nápolyi király és Chiaromontei Izabella elsőszülött gyermeke. Apja halála után Itáliára rendkívül veszélyes nemzetközi helyzetben vette át a kormányrudat. A fiú utódait eltemető I. Renátusz nápolyi király halála (1480) után az unokaöccse, a francia király, XI. Lajos az Anjou-ház örököseként bejelentette igényét a nápolyi trónra, de ez az igény csak formális maradt, semmi változás nem történt a Nápolyi Királyságra nézve, és I. Ferdinánd is erős kézzel kormányozta országát, és minden belső vagy külső támadást levert. 1483-ban XI. Lajos meghalt, és kiskorú fia, VIII. Károly foglalta el a trónt, aki örökölte apjának a nápolyi trónra vonatkozó igényét, de a gyermek király szintén nem jelentett katonai fenyegetést Itáliára nézve. Végül a nagykorúvá vált francia király az I. Ferdinánd nápolyi király halálával keletkező politikai űrt és bizonytalanságot, valamint a fiának, az új királynak a népszerűtlenségét kihasználva törekedett Nápoly elfoglalására.
I. Ferdinánd 1494. január 25-én halt meg Nápolyban, és fiát azonnal királlyá kiáltották ki. II. Alfonz a pápát igyekezett rögtön az uralmának elismerésére megnyerni, és ő azonnal megfizette az apja által megtagadott hűbéri adót VI. Sándornak, és megtette az előkészületeket a koronázására. 1494. május 7-én VI. Sándor pápa természetes fiához, Geoffredo Borgiához adta feleségül a természetes lányát, Sanciát, és megtette őket Squillace hercegeinek. Másnap, 1494. május 8-án Nápolyban fényes pompa közepette koronáztatta magát királlyá, hogy ezzel elleplezze és elfelejtesse a közelgő veszélyt.
VIII. Károly azonban szeptemberben seregével átkelt az Alpokon, és betört Itáliába. Milánóban II. Alfonz veje, Gian Galeazzo Maria Sforza herceg, leányának, Aragóniai Izabellának a férje uralkodott, aki Sforza Bianka Mária német-római császárnénak, I. Miksa újdonsült feleségének volt a bátyja. A franciák bevonulása után viszont váratlanul meghalt az uralkodó herceg, és kiskorú fia mellőzésével a nagybátyja, a franciáknak behódoló Ludovico il Moro herceg foglalta el a trónt, aki II. Alfonz elhunyt feleségének, Sforza Hippolita milánói hercegnőnek volt az öccse. A 25 éves herceg hirtelen halálát nagybátyjának tulajdonították, akiről azt állították, hogy megmérgeztette az unokaöccsét, hogy elfoglalja a helyét uralkodóként. Ez jelentősen megkönnyítette a francia előrenyomulást, és ez volt a kulcsa, előszobája a franciák későbbi nápolyi sikerének. II. Alfonz már korábban intézkedett a francia invázió megakadályozására, de ezek mind hatástalanok voltak, és Itália uralkodói nem tudtak ellenállni a francia előrenyomulásnak. Rómából a pápa elmenekült, mielőtt bevonult volna VIII. Károly, így a francia király 1494 karácsonyát Rómában töltötte, és csak az újévben folytatta útját a Nápolyi Királyság felé. A francia seregek nagyobb ellenállás nélkül betörtek II. Alfonz királyságába, és sikeresen haladtak Nápoly felé. A közeledő francia hadsereg hírére II. Alfonz egy évnyi uralkodás után 1495. január 25-én uralkodásának egyéves évfordulóján lemondott a fia, Ferdinánd javára a trónról, aki II. Ferdinánd néven lett az új nápolyi király, és aki apjánál sokkal népszerűbb volt. Alfonz előbb Ischia szigetére menekült, majd a másik Szicíliai Királyságba utazott, ahol Messinában telepedett le, és Mazzara kolostorát választotta lakhelyül. Még megérte a franciák kiűzését, és fia uralmának visszaállítását. Messinában érte a halál 1495. november 19-én vagy december 18-án. A nápolyi Szent Anna templomban helyezték végső nyugalomra.

## Gyermekei
- Feleségétől Sforza Hippolita (1446–1484/88) milánói hercegnőtől, Ludovico Sforza herceg nővérérétől, 3 gyermek:
  - Ferdinánd (1467/69–1496), II. Ferdinánd néven nápolyi király (1495–1496), felesége a nagynénje, apjának féltestvére ifjabb Aragóniai Johanna (1477/78/79–1518) nápolyi királyi hercegnő, gyermekei nem születtek
  - Izabella (1470–1524), férje elsőfokú unokatestvére Gian Galeazzo Maria Sforza (1469–1494) milánói herceg, 3 gyermek, többek között:
    - Sforza Bona (1495–1557/58), férje I. (Öreg) Zsigmond (1467–1548) lengyel király, 6 gyermek, többek közt:
      - Jagelló Izabella (1519–1559), férje I. (Szapolyai) János (1488–1540) magyar király, 1 fiú

  - Péter (1472–1491), nem nősült meg
- Ágyasától, Trusia Gazella úrnőtől, 2 gyermek:
  - Sancia (1478/80–1500/04/06), 1. férje Onorato Gaetani dell'Aquila, Trajeto hercege (megh. 1528), elváltak, gyermekek nem születtek, 2. férje Geoffredo Borgia (1481/82–1516/17), Squillace hercege, VI. Sándor pápa természetes fia, gyermekek nem születtek
  - Alfonz (1481–1500), Salerno hercege, felesége Borgia Lukrécia  (1580–1519), VI. Sándor pápa természetes lánya, 1 fiú:
    - Rodrigo (1499–1512), Sermonete és Bisceglie hercege